# Ben 10
Ben 10 (Ben Diez en Hispanoamérica, Ben Ten en España y en inglés) es una serie animada, creada por Man of Action y producida por Cartoon Network Studios.
En Estados Unidos, la serie fue estrenada como parte de un anticipo el 27 de diciembre de 2005, siendo su segundo episodio transmitido como especial el 13 de enero de 2006 y el último episodio emitido el 15 de abril de 2008. En Hispanoamérica fue preestrenada en el sitio web de Cartoon Network LA el 17 de julio, y estrenada oficialmente el 4 de agosto de 2006.
En México fue estrenada el 30 de julio de 2007 en la televisión abierta a través de Canal 5 de Televisa México. En Chile se transmitió a través del canal La Red. En Perú era transmitido por Latina Televisión. En Paraguay es transmitido por La tele. En República Dominicana fue estrenada en televisión Local, el 11 de mayo de 2012 por Telesistema.
Además, salió su primera serie derivada ambientada 5 años después de la serie titulada Ben 10: Alien Force de 46 episodios y una película de acción real que se estrenó el 18 de abril del 2008 y en Hispanoamérica en noviembre de 2009.
Luego de Alien Force salió una secuela directa de esta, ambientada varias semanas después, titulada Ben 10: Ultimate Alien, estrenada el 23 de abril de 2010 en Estados Unidos y el 10 de octubre de 2010 en Hispanoamérica con el especial 10/10/10. Luego de esta, salió la cuarta y última serie de la continuidad original, titulada Ben 10: Omniverse, que es la secuela de Ultimate Alien.
En 2016 se estrenó Ben 10, una nueva serie basada en la franquicia, pero esta vez en lugar de ser una secuela, siendo una nueva era.

## Sinopsis
La serie se centra en Ben Tennyson (Tara Strong), un niño de 10 años que se encuentra de vacaciones de verano en el campo, con su prima Gwen (Meagan Smith) y su abuelo Max (Paul Eiding). En su primera noche de campamento en la casa rodante de su abuelo, cariñosamente llamada "Rustbucket", Ben

## Personajes

### Principales
- Benjamin Kirby "Ben" Tennyson: es un niño de 10 años, que descubre un reloj alienígena el cual le permite convertirse en 10 héroes (alienígenas) diferentes cada uno con sus propias habilidades, que usa para ayudar a los demás contra los villanos.
- Gwendolyn "Gwen" Tennyson: es la prima de Ben, tiene 10 años, es inteligente, y antipática con su primo, aunque en el fondo lo quiere mucho. En ocasiones es la voz de la razón, en otras, ella molesta mucho. En la segunda temporada encuentra un libro de hechizos que la convierte en Hechicera/Heroína. También tiene habilidades de defensa personal avanzadas para la edad que tiene.
- Maxwell "Max" Tennyson: es el abuelo de Ben y Gwen, un fontanero semirretirado, hasta que encuentran el Omnitrix, que viaja con ellos. Su trabajo de "plomero" (fontanero) era en realidad la protección de la tierra de cualquier amenaza alienígena. Mientras se desarrolla la serie se va conociendo más de su historia. Tiene 60 años y no se llevaba muy bien con sus propios hijos en especial el padre de Ben. Realiza un viaje por todo el país en su camper, lo que le lleva a él y a sus nietos a enfrentarse a una gran cantidad de villanos.

### Villanos
- Vilgax: Alienígena conquistador de 10 mundos, estratega y despiadado que ha destruido mundos con sus planes y sometido a otras especies. Su fuerza es incomparable y es el principal enemigo de Ben Tennyson y busca incansablemente el Omnitrix.
  - Cazarrecompensas: Vilgax contrato a SixSix, Kraab y Tetrax para cazar a Ben 10 y recuperar el Omnitrix, pero Tetrax se cambió de bando y ahora trabaja para Azmuth, el creador del Omnitrix.
- Kevin 11: En su primera aparición apareció como un preadolescente rebelde y al principio era amigo de Ben, pero después se rompió su amistad y Kevin se trasformó en un monstruo combinado con los alienígenas del Omnitrix.
- El'Terhor: La versión malvada de Fantasmático/Espectral, uno de los alienígenas iniciales de Ben, que escapa del Omnitrix y tiene la intención de convertir a todos los humanos en monstruosas criaturas. Sus secuaces son un Hombre Lobo, una Momia y un ser parecido a Frankenstein llamado Dr. Viktor.
  - Alienígenas Monstruos: Fueron convocados por El'Terhor para llevar a cabo su objetivo, el Hombre Lobo roba un transmisor espacial, la Momia obtiene un mineral para mutar a los humanos, y el Dr. Viktor se encarga de resucitar a su líder.
- Caballeros Eternos: Organización secreta que se dedica a estudiar los sucesos relacionados con los alienígenas, odian a los Tennyson por entrometerse en todos sus planes y pretenden acabar con ellos.
  - Enoch: Jefe de los Caballeros Eternos, en la serie se describe como un misterioso humano con conocimientos en ocultismo y tecnología alienígena, que busca constantemente descubrir secretos que aumenten el poder de su orden. Al final de la serie se revela que en realidad es un miembro de alto rango en la organización, bajo el mandato del Rey Eterno.
  - Rey Eterno Driscoll: Monarca de los Caballeros Eternos, anteriormente fue un plomero el cual fue destituido, y se unió a los Caballeros Eternos con el fin de vengarse de los plomeros.
- Dr. Animo: Aloysious James Animo fue una vez un investigador prometedor de la ciencia veterinaria. Su carrera se vio interrumpida cuando se descubrió que estaba realizando retorcidos experimentos genéticos en animales para mutarlos. Ahora quiere dominar el mundo con sus mutantes.
- Hex: Mítico mago de alto nivel y tío de Charmcaster, maneja magias elementales, de invocación, ofensivas, y contra-hechizos. Tiene grandes conocimientos sobre artefactos místicos, y su báculo es el centro de su poder.
  - Charmcaster: Sobrina del poderoso hechicero Hex, también una destacada hechicera, experta en invocaciones y en pociones. En principio actuó bajo las órdenes de su tío, pero en capítulos posteriores, fue independiente y buscó obtener más poder para sí misma. Es la principal enemiga de Gwen.
- Zombozo: Payaso que tiene como propósito consumir la felicidad de las personas usando una máquina que le permite incrementar su poder, tiene como secuaces a un grupo de tres mutantes llamados Fenómenos del Circo.
  - Fenómenos del Circo: Un grupo que surgió del espectáculo del payaso Zombozo, líder del grupo, show ambulante que ocultaba una lúgubre cara. Lo conforman Ácido, con aliento corrosivo, Medusa, de cabellos fuertes, maniobrables y extensibles, y Pulgares, quien utiliza la fuerza bruta.

### Alienígenas del Omnitrix

#### Principales
- Fuego (Hispanoamérica)/Inferno (España): Es el ADN de un Pyronite del planeta-estrella Pyros. Usado 26 veces en 17 episodios, 2 películas y 1 corto.
- Bestia (Hispanoamérica)/Feral (España): Es el ADN de un Vulpimancer del planeta Vulpin. Usado 25 veces en 18 episodios, 1 película y 1 corto.
- Diamante (Hispanoamérica)/Diamantino (España): Es la muestra de ADN de un Petrosapien del planeta Petropia. Usado 26 veces en 15 episodios, 2 películas y 1 corto.
- XLR8: Es el ADN de un Kineceleran del planeta Kinet. Usado 30 veces en 22 episodios y 1 corto.
- Materia Gris: Es la muestra del ADN de un galvan del planeta Galvan Prime. Usado 25 veces en 14 episodios, 2 películas y 1 corto.
- Cuatro Brazos: Es el ADN de un Tetramand del planeta Khoros. Usado 34 veces en 25 episodios, 2 películas y 2 cortos.
- Insectoide (Hispanoamérica)/Libélulo (España): Es el ADN de un Lepidopterran del planeta Lepidopterra. Usado 26 veces en 18 episodios y 2 películas.
- Acuático (Hispanoamérica)/Fauces (España): Es el ADN de un Pissciss Volann del planeta Pissciss. Usado 10 veces en 9 episodios y 1 corto.
- Ultra-T (Hispanoamérica)/Actualizador (España): Es la muestra de ADN de un Mecamorfo galvánico de la luna Galvan B. Usado 23 veces en 17 episodios, 1 película y 2 cortos.
- Fantasmático (Hispanoamérica)/Espectral (España): Es el ADN de un Ectonurite de la dimensión Anur Phateos. Usado 9 veces en 7 episodios.

#### Desbloqueados
- Cannonbolt (Hispanoamérica)/Rayo de Cañón (España): Es el ADN de un Pelatora Arburiano del planeta Arburia. Usado 16 veces en 13 episodios y 1 película.
- Wildvine (Hispanoamérica)/Malayerba (España): Es el ADN de un Florauna del planeta Flors Verdance. Usado 10 veces en 8 episodios.
- Blitzwolfer (antes llamado Ben Lobo): Es el ADN de un Loboan, habitan en la Luna del planeta Transyl llamada Luna Lobo (aunque también habitan en Transyl). Usado 1 vez en 1 episodio.
- Snare-Oh (Hispanoamérica)/Faratón (España) (antes llamado Ben Momia): Es el ADN de un Thep Khufan del planeta Anur Kufos (también habitan en el planeta Transyl). Usado 1 vez en 1 episodio.
- Frankentrueno (Hispanoamérica)/Frankenstrike (España) (antes llamado Ben Viktor): Es el ADN de un Transylian del planeta Transyl. Usado 1 vez en 1 episodio.
- Upchuck (Hispanoamérica)/Vomitón (España): Es el ADN de un Gourmand Perk del planeta Peptos XI. Usado 4 veces en 3 episodios y 1 película.
- Ditto: Es el ADN de un Splixson del planeta Hathor. Usado 4 veces en 2 episodios.
- Multi-Ojos (Hispanoamérica)/Mil Ojos (España): Es el ADN de un Opticoid del planeta Sightra. Usado 1 vez en 1 episodio.
- Muy Grande (Hispanoamérica)/Gigante (España): Es el ADN de un To'kustar, habitan en una Tormenta Cósmica. Usado 2 veces en 2 películas.

#### Vistos en el futuro
- Articguana: Es el ADN de un Polar Manzardill del planeta X´nelli.
- Bátore/Megawatt (Hispanoamérica), Chispazo (España): Es el ADN de un Nosedeenian del Quasar Nosedeen.
- Spitter (Hispanoamérica), Hombre Lapo (España): Es la muestra de ADN de un Sphoeroid del planeta Scalpasc.

#### Combinaciones
- Insectobrazos (Hispanoamérica)/Libebrazos (España): Es una combinación de Insectoide/Libélulo y Cuatro Brazos. Usado 1 vez en 1 episodio.
- Diamante Gris (Hispanoamérica)/Materia Diamantino (España): Es una combinación de Diamante/Diamantino y Materia Gris. Usado 1 vez en 1 episodio.
- Acuafuego (Hispanoamérica)/Inferno Fauces (España): Es una combinación de Acuático/Fauces y Fuego/Inferno. Usado 1 vez en 1 episodio.

## Reparto
| Personaje                                    | Actor original                                              | Actor de doblaje (Hispanoamérica)                                 | Actor de doblaje (España)                      |
| -------------------------------------------- | ----------------------------------------------------------- | ----------------------------------------------------------------- | ---------------------------------------------- |
| Ben Tennyson                                 | Tara Strong                                                 | Isabel Martiñón                                                   | Victoria Ramos                                 |
| Gwen Tennyson                                | Meagan Smith                                                | Gaby Ugarte                                                       | Marina García Guevara                          |
| Abuelo Max                                   | Paul Eiding                                                 | José Luis Orozco                                                  | Josep María Ullod                              |
| Vilgax                                       | Steve Blum                                                  | Eduardo Fonseca (1.ª voz) Martín Soto (resto)                     | Óscar Rendón David Sanchéz Guinot (sustituto)  |
| Dr. Ánimo                                    | Dwight Schultz                                              | Carlos del Campo Alejandro Illescas Paco Mauri                    | David Sanchéz Guinot Óscar Rendón (sustituto)  |
| Kevin Levin                                  | Michael Reitz (primera aparición) Charlie Schlatter (resto) | José Gilberto Vilchis (primera aparición) Benjamín Rivera (resto) | David Jenner                                   |
| Zombozo                                      | John Kassir                                                 | Herman López                                                      | Miguel Ángel Jenner                            |
| Hex                                          | Khary Payton                                                | Jorge Ornelas Alfonso Ramírez Herman López                        | Ramón Canals                                   |
| Charmcaster (Hechicera en España)            | Kari Wahlgren                                               | Elena Ramírez Patricia Acevedo                                    | Gemma Ibáñez Berta Cortez (sustituto)          |
| Enoch                                        | Richard Doyle                                               | Armando Réndiz Roberto Mendiola José Arenas                       | Joan Massotkleiner Javier Amilibia (sustituto) |
| El'Terhor (LA: Fantasmático; ESP: Espectral) | Steve Blum                                                  | Óscar Flores                                                      | Óscar Redondo                                  |
| Rojo                                         | Jennifer Hale                                               | Carlos Hernández Gabriela Guzmán                                  | Lola Oria Lourdes Contreras                    |
| Tetrax                                       | Dave Fennoy                                                 | Andrés García                                                     | Ramón Canals                                   |
| Cooper                                       | Cathy Cavadini                                              | Mayra Arellano                                                    | Mónica Padrós                                  |
| Cash Murray                                  | Dee Bradley Baker                                           | Gustavo Melgarejo José Arenas Carlos Hernández                    | -                                              |
| J.T.                                         | Adam Wylie                                                  | Óscar Flores Rafael Pacheco Víctor Ugarte                         | -                                              |
| Insertos                                     | N/A                                                         | Óscar Flores (1.ª temporada) Antonio Gálvez (resto)               | David Sanchéz Guinot                           |
| Opening                                      | Moxy                                                        | Alejandro Urbán                                                   | Manolita Domínguez                             |

## Episodios
| Temporadas | Alienígenas de Ben | Villano/s principal/es                 | Episodios                          | Estados Unidos          | Estados Unidos       | Hispanoamérica           | Hispanoamérica           |
| Temporadas | Alienígenas de Ben | Villano/s principal/es                 | Episodios                          | Inicio                  | Final                | Inicio                   | Final                    |
| ---------- | ------------------ | -------------------------------------- | ---------------------------------- | ----------------------- | -------------------- | ------------------------ | ------------------------ |
| 1          | 10                 | Vilgax                                 | 13                                 | 27 de diciembre de 2005 | 25 de marzo de 2006  | 4 de agosto de 2006      | 27 de octubre de 2006    |
| 2          | 12                 | Kevin 11 y Vilgax                      | 13 (12 corrientes + 1 no canónico) | 29 de mayo de 2006      | 9 de octubre de 2006 | 13 de enero de 2007      | 1 de junio de 2007       |
| 3          | 16                 | El'Terhor (Fantasmático)               | 13                                 | 25 de noviembre de 2006 | 21 de abril de 2007  | 13 de julio de 2007      | 28 de septiembre de 2007 |
| 4          | 18                 | Rey Eterno Driscoll y Los 10 Negativos | 10 (8 corrientes + 2 no canónicos) | 14 de julio de 2007     | 15 de abril de 2008  | 28 de septiembre de 2007 | 8 de mayo de 2008        |

La serie consta de 49 episodios (de los cuales 46 son corrientes y 3 son no canónicos) en 4 temporadas, de los cuales ya se han emitidos todos en Cartoon Network Hispanoamérica y España. Se estrenó en Estados Unidos a partir del 27 de diciembre de 2005, y finalizó el 18 de abril de 2008.

## Producción

### Diseño
Ben 10 es un dibujo animado creado por "Man of Action" y producido por Cartoon Network Studios. Man of Action es un grupo formado por los creadores de cómics Duncan Rouleau, Joe Casey, Joe Kelly y Steven T. Seagle. El grupo trabajó en el concepto Ben 10 en 2002, aproximadamente 3 años antes de que Cartoon Network tomara la serie en 2005.
Al principio de su desarrollo, se decidió que un villano estaría dentro del Omnitrix. Después de la creación de Ghostfreak (Fantasmático en Hispanoamérica, Espectral en España), los creadores añadieron diálogo en la primera temporada para dar al público que hay algo más que Fantasmatico. Originalmente Cannonbolt, la undécima transformación alienígena de la serie, iba a estar en el conjunto original de aliens, pero fue reemplazado por Fantasmatico.
Al hacer animaciones de prueba para la serie, la primera transformación alienígena que se probó fue Four Arms (Cuatrobrazos). Fue la transformación más popular de todos los extraterrestres para el "Man of Action". Muchos de los diseños no utilizados para Upchuck (Vomitón en España) fueron reciclados en el episodio "Ben 10.000" como dos de los alienígenas de Ben Spitter (Espitón en España) y "Articguana", y como villano Sploot.
Steven E. Gordon trabajó en una versión temprana del programa. Su trabajo conceptual revela que Ben Tennyson iba a ser un joven de cabellera roja. Gordon también tiene los primeros diseños del Omnitrix que se parecen más a un reloj que la versión final, así como diferentes diseños y nombres para las transformaciones alienígenas. Algunos de los primeros nombres para las transformaciones fueron "StrongGuy", "Inferno", "RazorJaws", "Dragonfly", "Plantguy" y "Digger". Algunos de los primeros diseños para los alienígenas son más humanos y superhéroes, similares a Dial H for Hero.

### Música
La canción de la serie fue escrita por Andy Sturmer y cantada por Mz. Moxy. El título principal fue creado por Renegade Animation. La secuencia animada flash durante el título principal fue diseñada para dejar saber al público que el espectáculo va a ser divertido y no solo un espectáculo de acción. Los créditos iniciales fueron alterados en la tercera temporada y más allá para reflejar que Fantasmatico ya no iba a ser utilizado, y fue reemplazado por Cannonbolt como el noveno alienígena.

## Secuelas

### Ben 10: Alien Force
La continuación del show cinco años después de la serie original. Como resultado indirecto, esta serie es más oscura en tono que su predecesora. La serie se estrenó en Cartoon Network el 18 de abril de 2008 y finalizó el 26 de marzo de 2010. 

### Ben 10: Ultimate Alien
Se estrenó el 10 de octubre de 2010 y tiene lugar 3-4 semanas después del final de Alien Force. 

### Ben 10: Omniverse
La última serie principal de la continuidad original, estrenada en el 2012 y culminando en el 2014 con un total de 80 episodios divididos en 8 temporadas de 10 episodios.

## Películas

### Películas para televisión

#### Animadas

##### Ben 10: El secreto del Omnitrix
En ‘’Ben 10: El secreto del Omnitrix‘’, Ben descubre la historia del Omnitrix y su misterioso origen. En esta película Ben descubre a uno de los aliens más poderosos del Omnitrix, al cual llama “Muy Grande”. Al principio, cuando Ben pelea contra el doctor Ánimo, él aparece como Inferno/Fuego.
En esta película, Ben tiene que encontrar a Azmuth, el creador del Omnitrix, antes de que el Universo sea destruido por culpa del artefacto. Sin embargo, en su camino se encuentra a Vilgax, quien intentará quitárselo. Ahora Ben, Gwen y Tetrax deberán encontrar al creador del Omnitrix antes de que se acabe el tiempo y el Omnitrix se destruya junto con Ben y el universo.

##### Ben 10: Destrucción Alienígena
Ben 10: Destrucción Alienígena es una película de animación por computadora que se estrenó a finales del mes de febrero en los Estados Unidos y el 23 de marzo de 2012 en Latinoamérica. Es la primera película de la saga en ser animada en formato CGI.
Matt Wayne reveló que esta película no sigue la línea temporal de las series. Sin embargo, en Ben 10: Omniverse, Derrick J. Wyatt confirmó esta película como canon, pues el Ben de 11 años obtuvo a Feedback en la transición de la película a la serie.

#### Imagen real

##### Ben 10: Race Against Time
Ben 10: Race Against Time (Ben 10: Carrera contra el tiempo en Hispanoamérica, y Ben 10: Carrera contrarreloj en España) es interpretado por el actor Graham Phillips. Este filme trata de la historia de Ben en una adaptación de la serie, con un alien llamado Eon, interpretado por Christien Anholt, como el enemigo cuyo objetivo será hallar el Omnitrix, insertar su ADN en él y transformar a Ben en una copia de sí mismo con el fin de conquistar el universo con el Omnitrix de su lado.
La película se estrenó en México como una exclusiva de un concurso de mensajes de texto el 23 de agosto, en la ubicación KidZania. La película en Chile se estrenó el 14 de septiembre, en Perú el 26 de septiembre, en España el 23 de septiembre y en Argentina el 7 de noviembre.

##### Ben 10: Alien Swarm
Ben 10: Alien Swarm (en Hispanoamérica Ben 10: Invasión Alienígena) es una película en imagen real de Ben 10: Fuerza Alienígena. Se trata sobre unos poderosos Microchips que intentan tomar el control de La Tierra. Ben, Gwen y Kevin junto al abuelo Max y tendrán que detenerlos.
Esta es la secuela de la película del 2007 Ben 10: Carrera contra el tiempo. La película fue confirmada por el productor ejecutivo y director Alex Winter (nuevamente), y escrita por John Turman.

### Película para cines cancelada
En 2011 se anunció que una película de Ben 10 en imagen real destinada a los cines estaba en desarrollo, con Joel Silver como productor, tras varios años de silencio, no se dio ningún detalle del proyecto, hasta que en 2024, se confirmó la cancelación de la película debido a que los derechos expiraron.

## Emisiones en Latinoamérica
En México fue estrenada el 30 de julio de 2007 en la televisión abierta a través del Canal 5 y Tu Canal de Televisa México. En Honduras se emite a través de Canal 11 desde enero del 2008. En Argentina fue emitido de lunes a viernes en Telefe. En Chile fue transmitida en TVN desde 2007 hasta el 2009 y desde 2009 en adelante está siendo transmitida a través de La Red. En Colombia fue transmitido por el Canal Caracol entre 2009 y 2012. En Perú se transmite por Frecuencia Latina en señal abierta y por VEZ TV HD en señal de cable. En Paraguay es transmitido por LaTele y Telefuturo los sábados y domingos a las 9:00. En República Dominicana fue estrenada en televisión Local 11 de mayo de 2012 por Telesistema emitiéndose de lunes a viernes a las 10:30 de la mañana y los sábados a las 9:00 de la mañana. En Venezuela fue estrenada en 21 de febrero de 2011 por Televen a través el bloque infantil "La Hora Warner" en todas las tardes. En Latinoamérica está disponible tanto en HBO Max como en Netflix.

## Ben 10: Desafío Final
Fue primer programa de juegos y trivias de Cartoon Network en España y Latinoamérica, donde cuatro niños se desafían con pruebas físicas e intelectuales para ser nombrado fanático supremo de Ben 10. El programa fue producido en los estudios del canal Chilevisión; y en España producido por Boing.

## Reboot
Cartoon Network anunció el 8 de junio de 2015 que Ben 10 iba a ser relanzado con una nueva serie de televisión, donde entre ello, se cambiaria el diseño y parte de reparto de actores de voz de los personajes. En junio de 2016, la red comenzó a publicar información sobre el programa. El 21 de julio de 2016, en la Convención Internacional de Cómics de San Diego de 2016, salió a la venta su primer vistazo. La serie tuvo su estreno mundial el 1 de octubre de 2016 en Australia, Nueva Zelanda y Asia-Pacífico. En marzo de 2017, en la presentación inicial de Cartoon Network de 2017, se anunció que la serie se estrenaría en Estados Unidos y Latinoamérica el 10 de abril de 2017 y que sería posible ver los episodios de la serie en la aplicación Cartoon Network antes de su estreno televisivo.
El relanzamiento de la serie ocurre gracias a que Turner ha decidido reforzar sus canales juveniles (Cartoon Network, Adult Swim y Boomerang) creando contenido que pueda ser operado en Estados Unidos y a nivel internacional, con la intención de fortalecer la distribución por la vía digital. Cartoon Network mencionó que este nuevo Ben 10 tendría de protagonistas muchos alienígenas nuevos y favoritos de los fanáticos y aunque Ben viaja por el país con su prima Gwen y su abuelo Max durante las vacaciones de verano, para esta nueva serie cualquier descanso que disfrutaban parece terminar pero no es muy buena.

## Videojuegos
- Ben 10 (Serie original)
- Ben 10 (2006) – HyperScan
- Ben 10: Protector of Earth (2007) – PS2, PSP, Wii, Nintendo DS
- Ben 10: Alien Force (2008) – PS2, PSP, Wii, Nintendo DS
- Ben 10: Alien Force – Vilgax Attacks (2009) – PS2, PSP, Wii, Xbox 360, Nintendo DS
- Ben 10: Alien Force – The Rise of Hex (2010) – WiiWare, Xbox Live Arcade  Ben 10: Ultimate Alien
  - Ben 10: Ultimate Alien – Cosmic Destruction (2010) – PS2, PS3, PSP, Wii, Xbox 360, Nintendo DS
  - Ben 10: Ultimate Alien – Xenodrome (2013) – iOS, Android   Ben 10: Omniverse
  - Ben 10: Omniverse (2012) – PS3, Xbox 360, Wii, Wii U, Nintendo DS, Nintendo 3DS
  - Ben 10: Omniverse 2 (2013) – PS3, Xbox 360, Wii, Wii U, Nintendo 3DS

#### Ben 10 (2017) – PS4, Xbox One, Nintendo Switch, PC
- Ben 10: Power Trip (2020) – PS4, Xbox One, Nintendo Switch, PC  Otros títulos y spin-offs Ben 10: Galactic Racing (2011) – PS3, Xbox 360, Wii, Nintendo DS, Nintendo 3DS, PS Vita Ben 10: Alien Evolution (2018) – iOS, Android Ben 10: Up to Speed (2017) – iOS, Android Ben 10: Omniverse – El Regreso de Psyphon (2013) – PC